# Bentley 3.5 Litre
Bentley 3½ Litre (позже 4¼ Litre) — спортивный автомобиль, выпускавшийся британской компанией Bentley Motors c 1933 по 1939 год. Первая модель, созданная после поглощения Bentley компанией Rolls-Royce. Оснащалась двигателем рабочим объёмом 3,5 литра, а с 1936 года получила большего размера 4,25-литровый мотор. Всего было произведено 1177 3,5-литровых моделей и 1234 автомобиля с большим двигателем.

## Описание

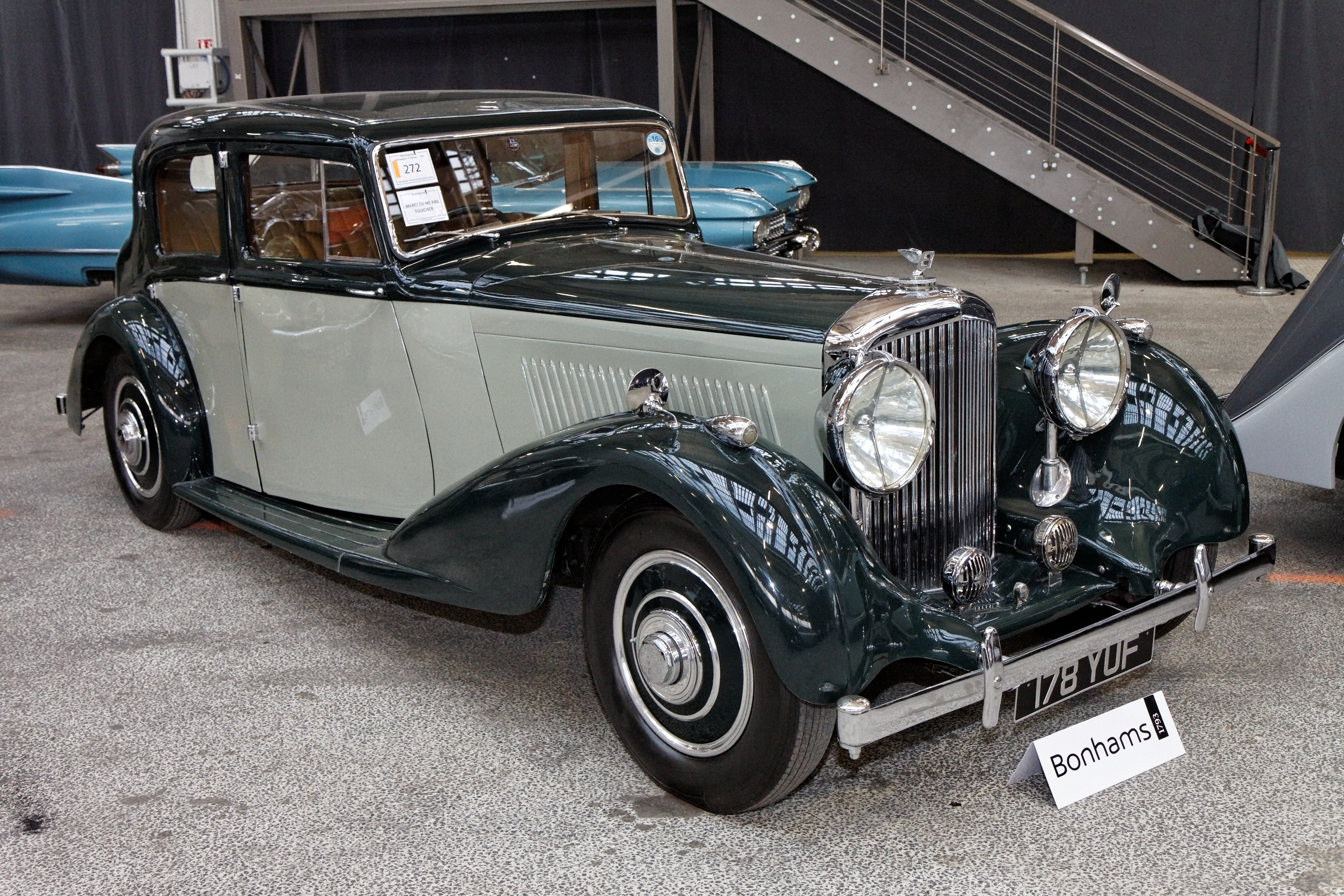
1939 Bentley 4¼ Litre с кузовом закрытый седан производства Park Ward

Овладение Bently компанией Rolls-Royce в 1931 году лишило первую независимости, но, её имя, по крайне мере, сохранилось. Представленный в августе 1933 года первый из Derby Bentley, как позже по месту производства стали называть эти автомобили, сохранил спортивный дух марки и даже улучшил его.
Созданный на основе Rolls-Royce 20/25 автомобиль имел немного укороченную колёсную базу и форсированный до 115 л.с. шестицилиндровый двигатель. Эту комбинацию дополняла четырёхступенчатая коробка с синхронизаторами на третьей и четвёртой передачах и тормозная система с механическим приводом с усилителем. В результате получился спортивный автомобиль бесшумный и лёгкий в управлении. Получивший вскоре прозвище «тихий спорткар», он не имел себе равных в виде неутомимого путешественника, сочетая в себе качество и надёжность Rolls-Royce с ходовыми и скоростными свойствами Bentley.
Как эксклюзивный автомобиль «тихий спорткар» комплектовался заказными кузовами, чаще всего производства Park Ward. Но и другие британские и не только кузовные фирмы делали для него свои работы, иногда уникальные.
В 1936 году автомобиль, названный 4¼ Litre, получил двигатель увеличенного рабочего объёма. В отличие от аналогичного мотора Rolls-Royce, этот двигатель оборудовался двумя карбюраторами, имел более высокую степень сжатия и распредвал с кулачками особого профиля.
В 1938 году греческий корабельный магнат и большой любитель автоспорта Андреас Эмбирикос заказал себе специальный автомобиль. Он попросил переделать имевшееся у него открытое купе 4¼ Litre во что-то более быстрое и оригинальное. Французский дизайнер Жорж Полен создал, а на фирме Pourtout изготовили для него, лёгкий обтекаемый кузов из алюминиевого сплава. Получился идеальный автомобиль класса Гран Туризмо, который развивал высокую максимальную скорость и позволял долго удерживать её. Так, на тестах в Бруклендс он смог больше часа непрерывно двигаться со скорость выше 180 км/ч.

## Галерея

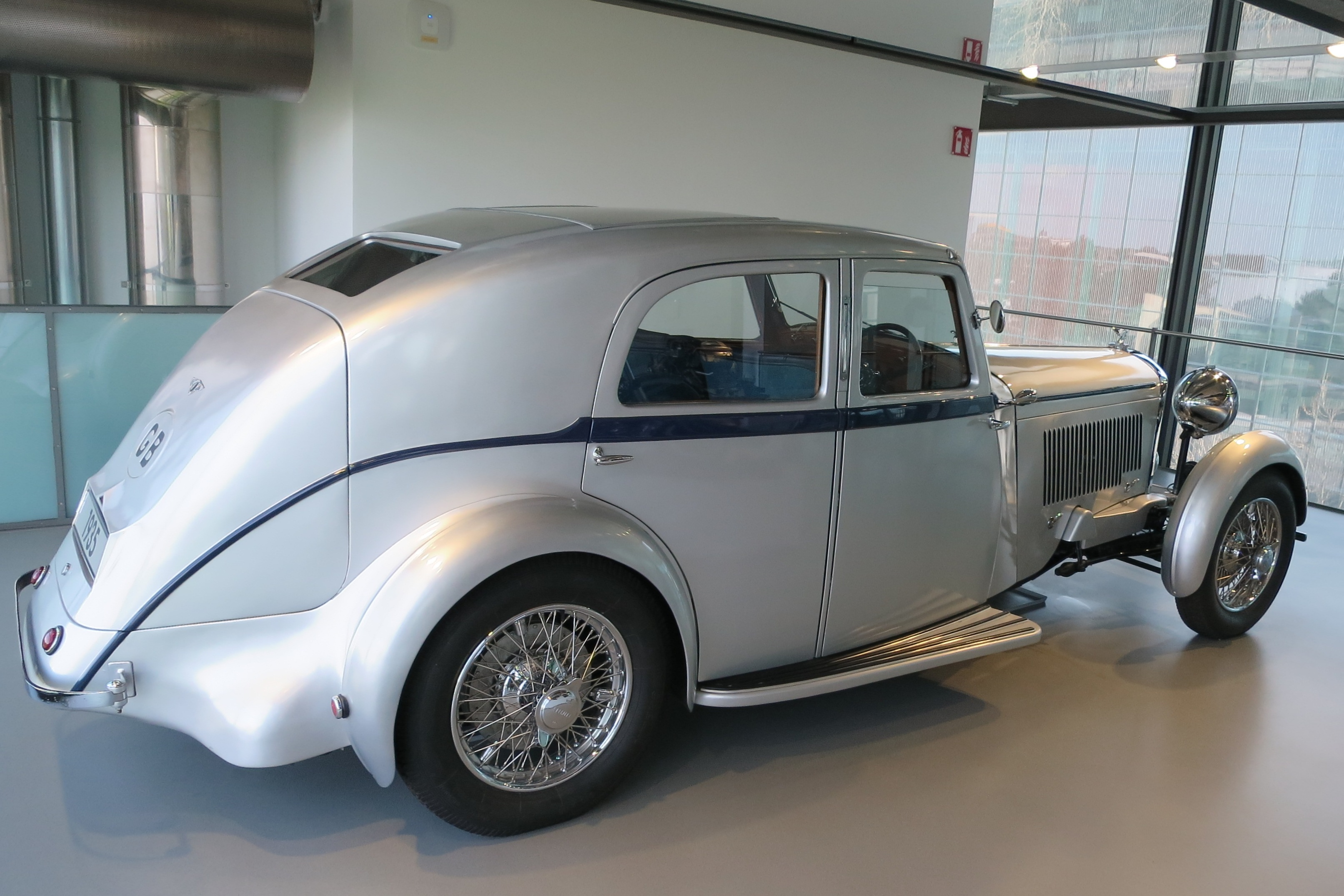
1935 Bentley 3½ Litre с кузовом седан производства Park Ward[англ.]
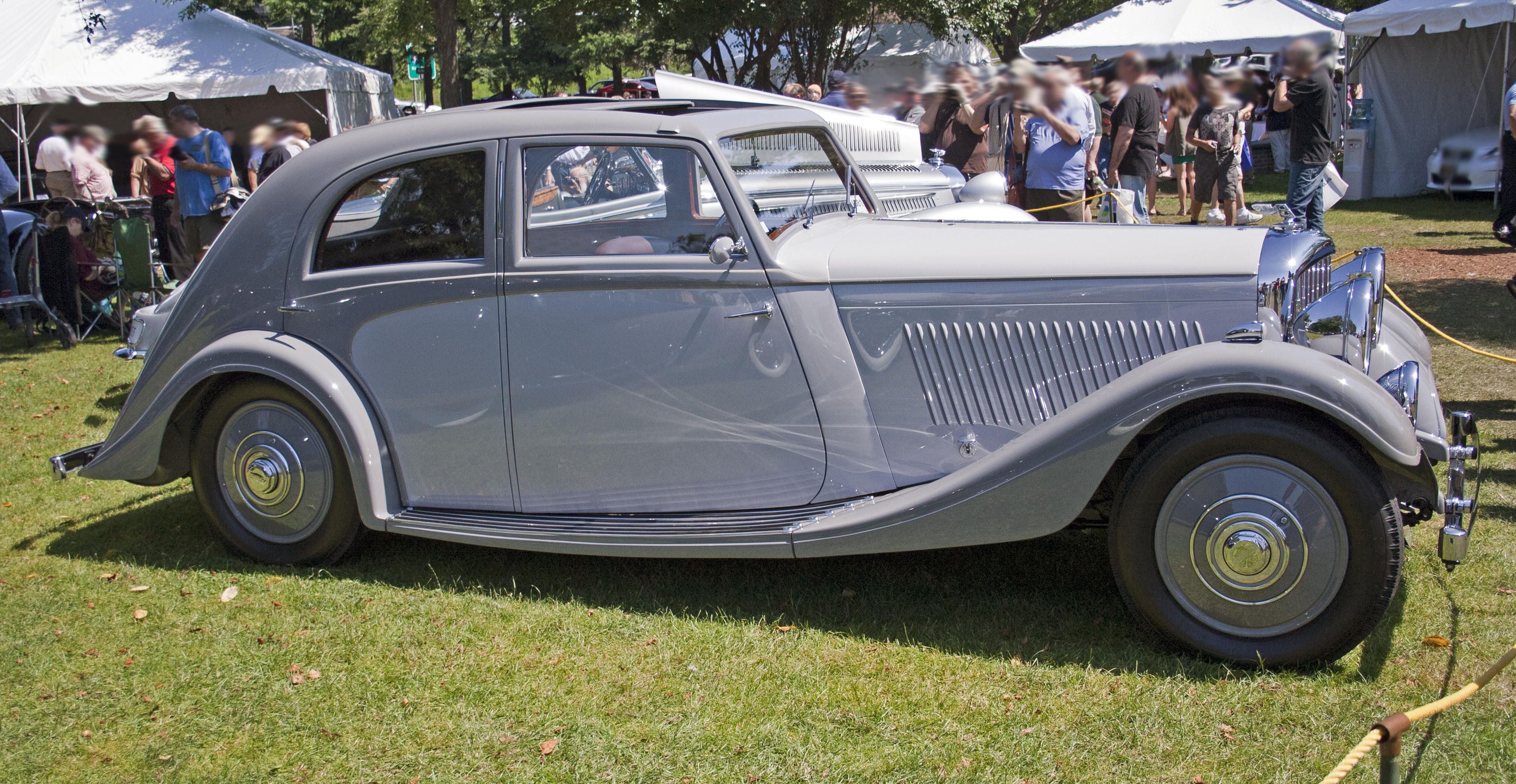
1935 Bentley 3½ Litre с кузовом седан производства Rippon Bros[англ.]
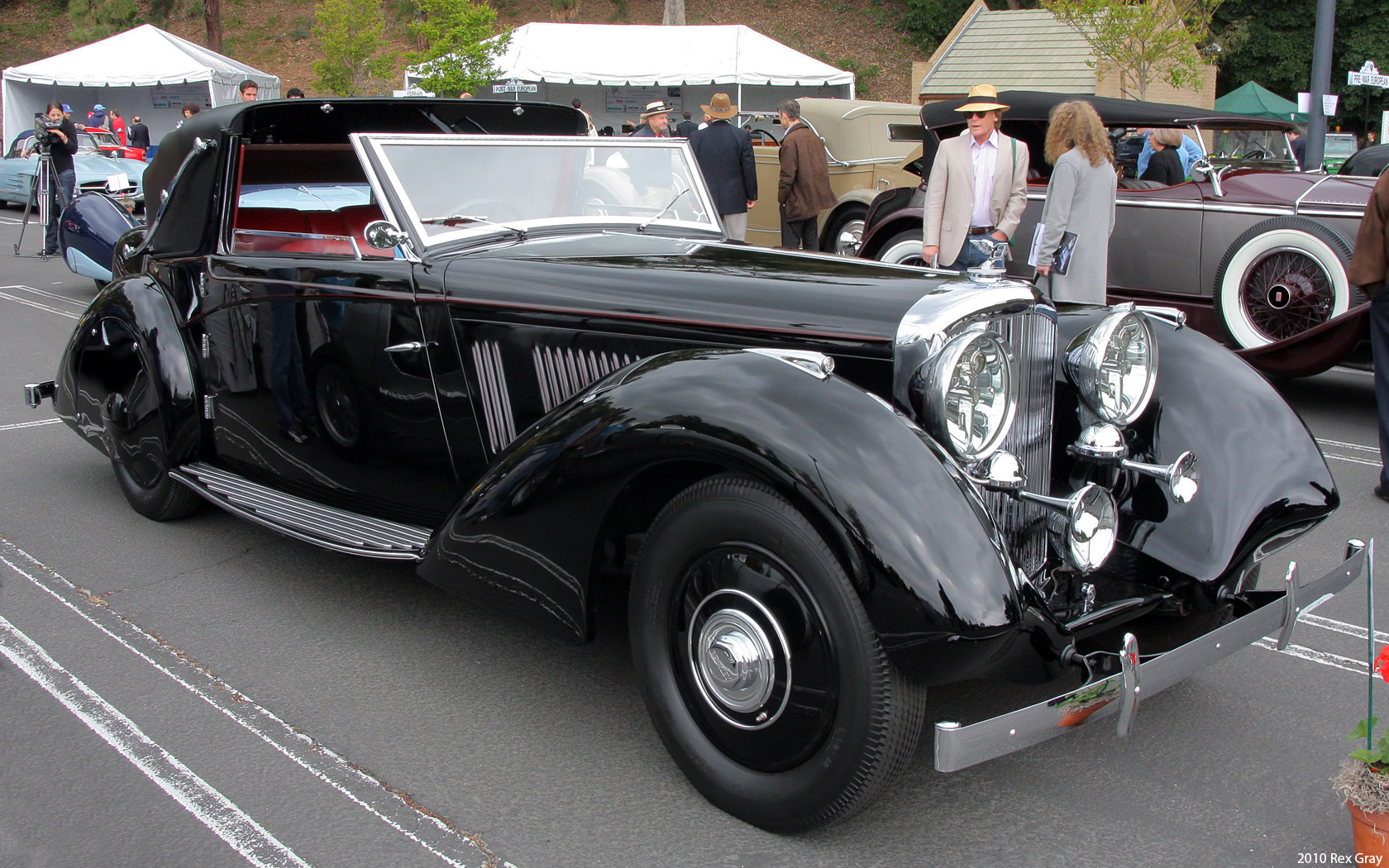
1936 Bentley 3½ Litre с кузовом купе производства Figoni et Falaschi
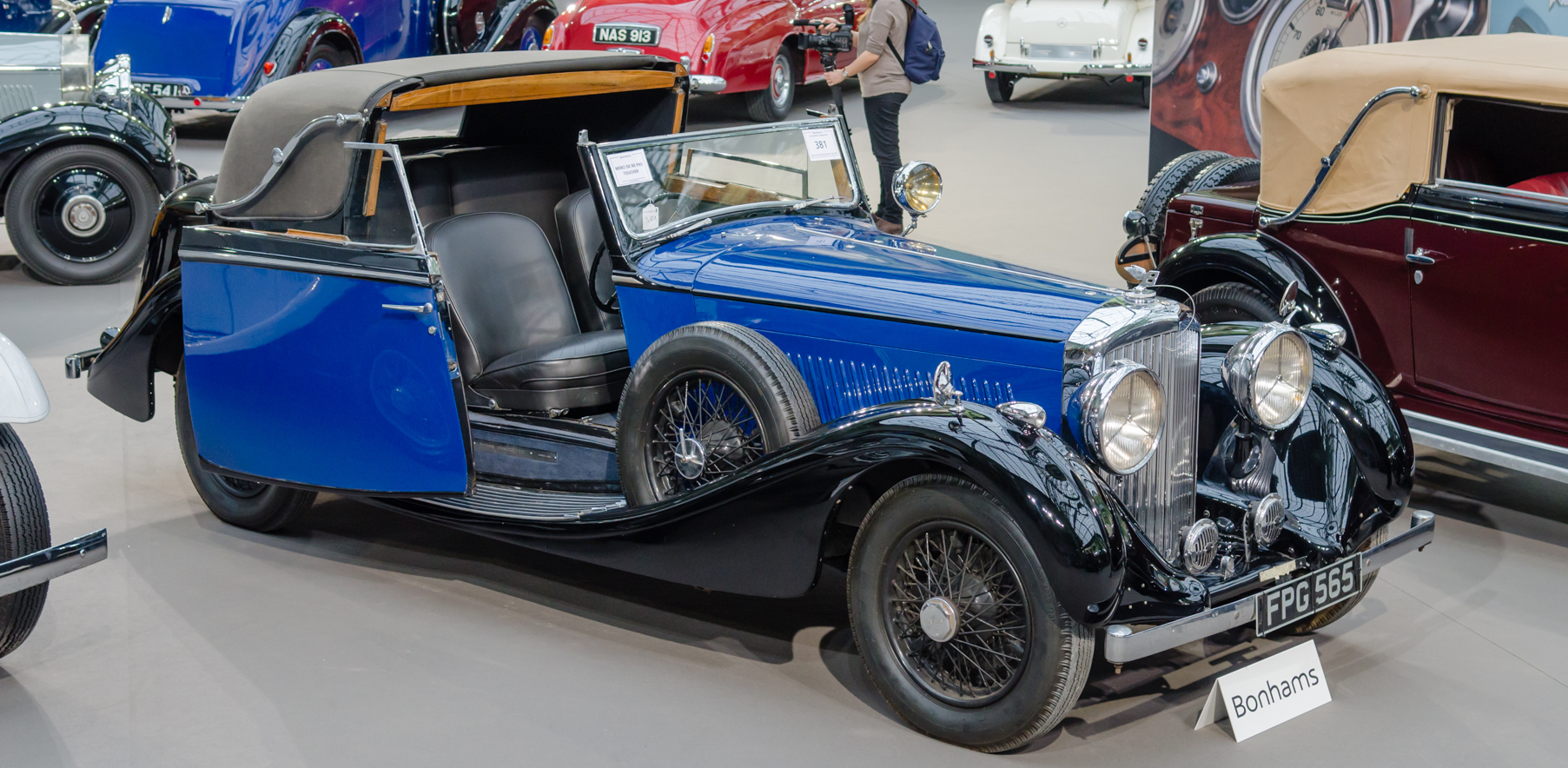
1937 Bentley 4¼ Litre с кузовом купе производства James Young[англ.]
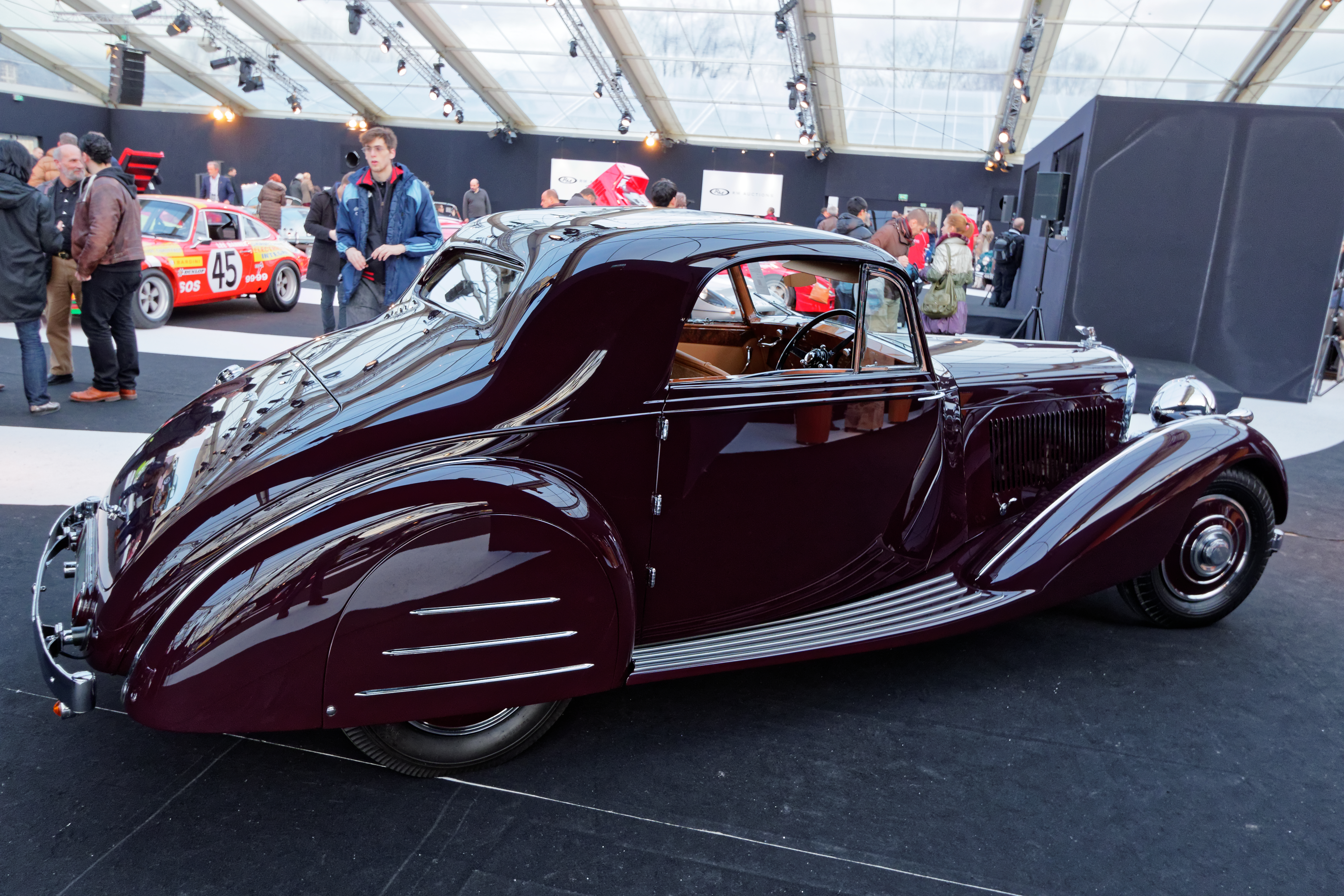
1939 Bentley 4¼ Litre с кузовом купе производства Park Ward[англ.]
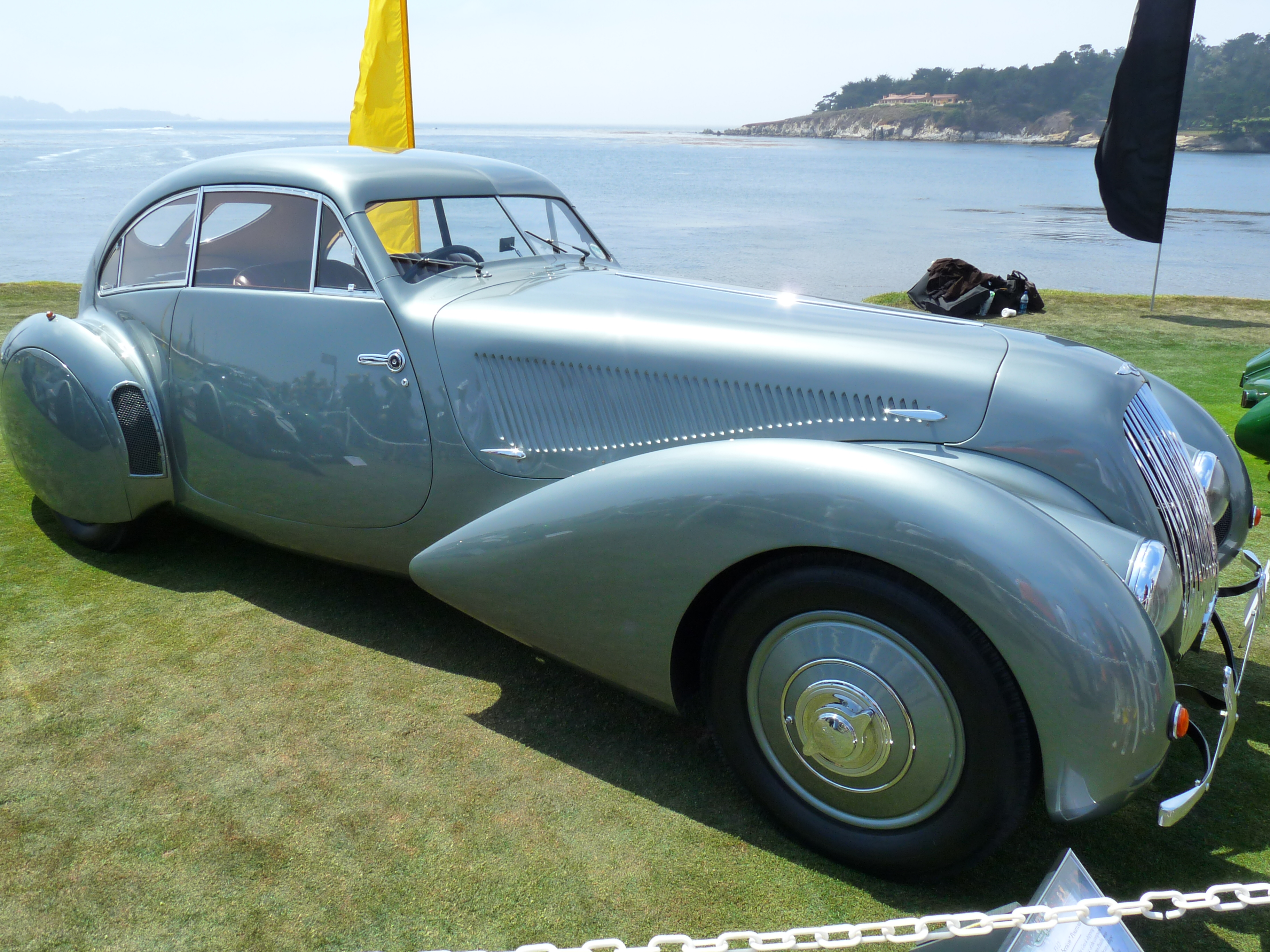
1939 Bentley Embiricos с кузовом купе производства Carrosserie Pourtout[англ.]